# Элемент AAA

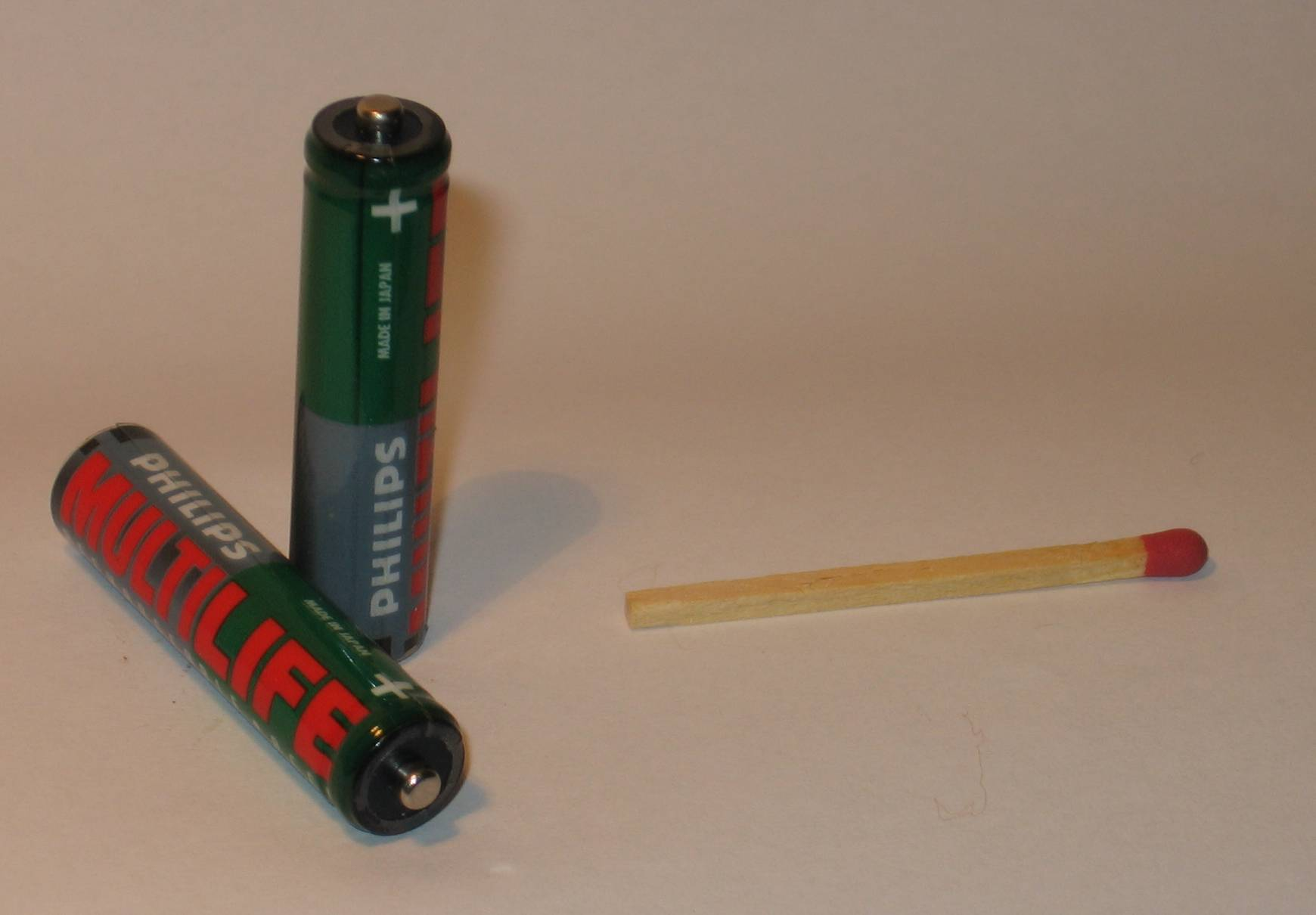
Гальванический элемент типоразмера AAA

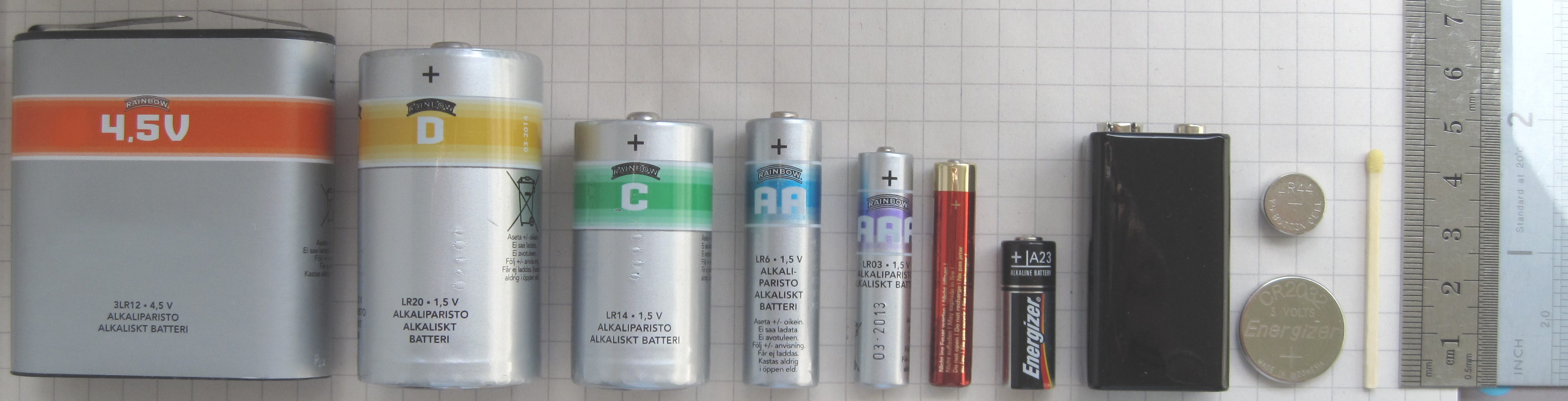
Элемент питания AAA (5-й слева) в сравнении с другими типами

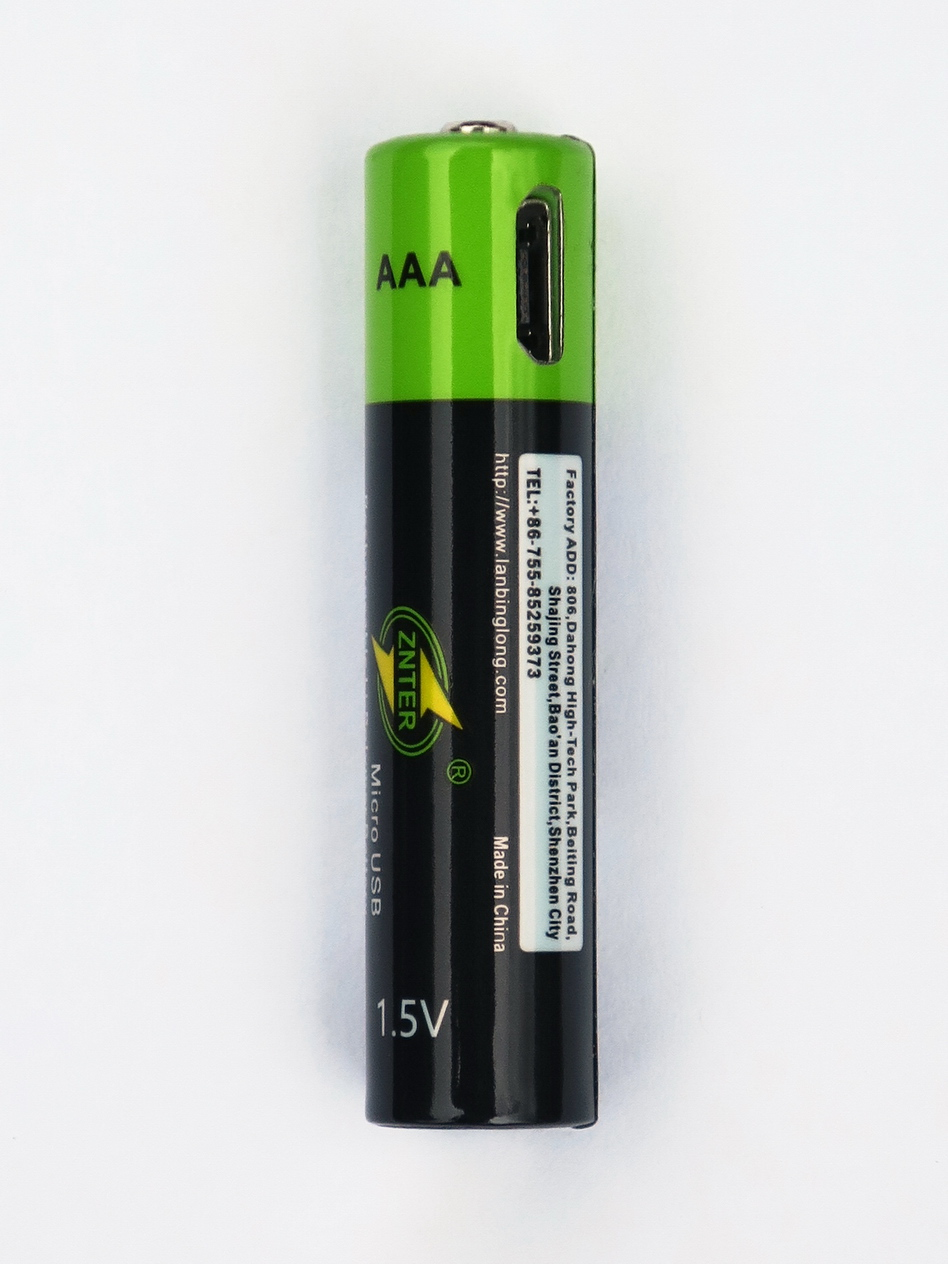
Литий-ионный аккумулятор пр-ва Lanbinglong с напряжением 1,5 В (содержит контроллер заряда и понижающий преобразователь напряжения, а также порт Micro-USB Type B)

AAA (также: R03, 286, Micro, в просторечии «мизинчиковая», «мини-пальчиковая», «микропальчиковая» или «три А») — типоразмер гальванических элементов питания и аккумуляторов. Впервые представлен в 1911 году компанией The American Ever Ready Company.
Схожие характеристики имеют элементы питания, обозначенные как: R03, LR03 (IEC), 24A (ANSI/NEDA), MN2400, AM4, UM4, HP16 и micro.
Существуют литий-ионные и литий-железо-фосфатные аккумуляторы похожего типоразмера (10440), с номинальным напряжением 3,7 и 3,2 вольта соответственно, которые могут повредить большинство приборов, рассчитанных на напряжение 1,2—1,5 В.
Существуют также литий-ионные аккумуляторы с выходным напряжением 1,5 В; но они не являются аккумуляторами, как таковыми. Это — сложные составные изделия, содержащие в корпусе типоразмера AAA литий-ионный аккумулятор на напряжение 3,7 В, контроллер заряда и выходной понижающий преобразователь.
|                                         | Солевые  | Щелочные (Alkaline) | Li-FeS2 — литиевые (Lithium)                   | NiCd — никель-кадмиевые | NiMH — никель-металлогидридные                      | NiZn — никель-цинковые                             |
| --------------------------------------- | -------- | ------------------- | ---------------------------------------------- | ----------------------- | --------------------------------------------------- | -------------------------------------------------- |
| название по стандарту IEC               | R03      | LR03                | FR03                                           | KR03                    | HR03                                                | ZR03                                               |
| название по стандарту ANSI/NEDA         | 24D      | 24A                 | 24LF                                           |                         |                                                     |                                                    |
| Ёмкость, мА·ч                           | 540      | 1000                | 1200                                           | 300—500                 | 400—1250                                            | 550—600                                            |
| Энергия, мВт·ч                          | —        | —                   | —                                              | 375—625                 | 750—1500                                            | 900—1000                                           |
| Номинальное электрическое напряжение, В | 1,50     | 1,50                | 1,50                                           | 1,25                    | 1,25                                                | 1,65                                               |
| Перезаряжаемость                        | Нет      | Некоторые           | Нет (могут взорваться при попытке перезарядки) | Да                      | Да                                                  | Да                                                 |
| Срок хранения (срок жизни)              | 2—3 года | 4—6 лет             | до 15 лет                                      | 500 циклов перезаряда   | 1000 циклов перезаряда, нельзя разряжать ниже 0,9 В | 300 циклов перезаряда, нельзя разряжать ниже 1,2 В |

Такой тип элементов питания обычно используется в различных электронных устройствах небольшого размера, потребляющих небольшой ток, например в пультах дистанционного управления телевизором, портативных аудиоплеерах, радиоприёмниках, фотоаппаратах, различных беспроводных устройствах.

## Технические характеристики
- Длина — 44,6 мм, диаметр — 10,5 мм, масса обычно составляет около 12 граммов.
- Напряжение — 1,5 В у гальванических элементов питания (солевых и щелочных) и 1,2 В (номинальное) у никель-кадмиевых (Ni-Cd) и никель-металл-гидридных (Ni-MH), 1,6 В у никель-цинковых (Ni-Zn).
- Типичная ёмкость солевого гальванического элемента питания — 500 мА·ч, щелочного гальванического элемента питания — 1250 мА·ч. Типичная ёмкость аккумулятора этого стандарта — 300—1250 мА·ч.